# Skåhällbodarna naturreservat
Skåhällbodarna naturreservat är ett naturreservat i Krokoms kommun i Jämtlands län.
Området är naturskyddat sedan 2024 och är 623 hektar stort. Reservatet ligger norr om Järpen och ansluter i norr till Lill-Stensjöns naturreservat och består av fjällnaturskogar, grandominerad med inslag av björk.